# Sainte-Marguerite-sur-Duclair
Sainte-Marguerite-sur-Duclair là một xã thuộc tỉnh Seine-Maritime trong vùng Normandie miền bắc nước Pháp.

### Huy hiệu
| Arms of Sainte-Marguerite-sur-Duclair | The arms of Sainte-Marguerite-sur-Duclair are blazoned: Or, on a chevron azure between 3 spur rowels sable, 5 annulets of the field. |

## Dân số
| 1962                                            | 1968 | 1975 | 1982 | 1990 | 1999 | 2006 |
| ----------------------------------------------- | ---- | ---- | ---- | ---- | ---- | ---- |
| 687                                             | 720  | 883  | 1106 | 1425 | 1519 | 1663 |
| Starting in 1962: Population without duplicates |      |      |      |      |      |      |